# Antonia Ivanova
Antonia Ivanova est une joueuse d'échecs bulgare née le 12 mai 1930 à Sofia et morte dans la même ville le 25 mai 2004. 

## Biographie et carrière
Championne de Bulgarie à six reprises (en 1951, 1952, 1954, 1957, 1958 et 1967), Ivanova participa :
- au tournoi des candidates de 1955 à Moscou où elle finit huitième avec 11,5 points marqués en 19 parties[2][source insuffisante] ;
- au tournoi des candidates de 1964 à Soukhoumi où elle finit seizième sur 18 participantes[3][source insuffisante].

Elle participa au deux premières olympiades féminines de 1957 et 1963, marquant 16,5 points en 23 parties jouées au deuxième échiquier.
Maître international féminin depuis 1954, elle reçut le titre de grand maître international féminin en 1983.